# Декрет о 8-часовом рабочем дне
Декрет о 8-часовом рабочем дне — декрет СНК РСФСР принятый 29 октября (11 ноября) 1917 года, установивший восьмичасовой рабочий день и нерабочие праздничные дни, а также иные условия рабочего времени.

## Основные положения
1. Рабочим временем или числом рабочих часов в сутки считается то время, в течение которого, согласно договору найма (ст. ст. 48, 60, 96, 98 и 103 Уст. о Пром. Труде), рабочий обязан находиться в промышленном предприятии в распоряжении заведующего оным, для исполнения работ. Примечание 1. При подземных работах время, употребляемое на спуск в рудник и подъем из оного, считается рабочим временем. Примечание 2. Рабочее время рабочих, командируемых для исполнения каких-либо работ за пределы промышленного предприятия, устанавливается по особому соглашению с командируемыми рабочими.
2. Рабочее время, определяемое правилами внутреннего распорядка предприятий (п. 1 ст. 103 Уст. о Пром. Труде — нормальное рабочее время), не должно превышать 8 рабочих часов в сутки и 48 часов в неделю, включая сюда и время, употребляемое на чистку машин и на приведение в порядок рабочего помещения. В канун Рождества Христова (24 Декабря) и праздника Св. Троицы работа оканчивается в 12 час. дня.
3. Не более, как через 6 часов от начала работ, должен быть устанавливаем свободный перерыв в работе для отдыха и для принятия пищи. Перерыв сей не должен быть короче 1 часа. Свободными перерывами в работах именуются такие, которые обозначены в правилах внутреннего распорядка; в течение таковых перерывов рабочий свободен располагать своим временем и волен отлучаться из пределов предприятия. Во время свободных перерывов рабочего времени машины, приводы и станки должны быть останавливаемы; исключение из этого правила допускается лишь для тех сверхурочных работ, кои ведутся сообразно ст. ст. 18 — 22 сего закона, а также для машин и приводов, работающих для вентиляций, водоотлива, освещения и т. п.; кроме того, работы не могут быть останавливаемы в тех производствах, в которых это невозможно по техническим условиям (напр., неоконченная отливка, неоконченная отбелка и т. д.). Примечание 1. Предприятия, работа коих признается в законодательном порядке или Главной Палатой Труда непрерывной и ведется тремя сменами рабочих в сутки, правилу о перерывах не подчиняются, но обязаны предоставить рабочему право принятия пищи во время работы. Примечание 2. Если рабочий, по условиям своей работы, не может отлучиться для принятия пищи от места работы, то ему отводится для сего помещение или место. Отведение особого помещения для сказанной цели обязательно, когда рабочие при работах соприкасаются с материалами, признанными постановлениями Главного по фабричным и горно — заводским делам Присутствия (или заменяющего его органа) вредно действующими на здоровье рабочих (свинец, ртуть и проч.).